# Philoscia geiseri
Philoscia geiseri är en kräftdjursart som beskrevs av Van Name 1936. Philoscia geiseri ingår i släktet Philoscia och familjen Philosciidae. Inga underarter finns listade i Catalogue of Life.